# Ranhados (Viseu)
Ranhados is een plaats (freguesia) in de Portugese gemeente Viseu en telt 3996 inwoners (2001).